# Большой Чир
Большой Чир — река в России, протекает в Сивинском районе Пермского края. Устье реки находится в 182 км по левому берегу реки Обва. Длина реки составляет 15 км.
Исток реки на Верхнекамской возвышенности в лесном массиве в 12 км к западу от села Полва. Река течёт на юг. Верхнее течение проходит по ненаселённому лесу, в нижнем течении протекает деревни Бабина и Прохорята. Впадает в Обву у деревни Пузиково.

## Данные водного реестра
По данным государственного водного реестра России относится к Камскому бассейновому округу, водохозяйственный участок реки — Кама от города Березники до Камского гидроузла, без реки Косьва (от истока до Широковского гидроузла), Чусовая и Сылва, речной подбассейн реки — бассейны притоков Камы до впадения Белой. Речной бассейн реки — Кама.
По данным геоинформационной системы водохозяйственного районирования территории РФ, подготовленной Федеральным агентством водных ресурсов:
- Код водного объекта в государственном водном реестре — 10010100912111100009264
- Код по гидрологической изученности (ГИ) — 111100926
- Код бассейна — 10.01.01.009
- Номер тома по ГИ — 11
- Выпуск по ГИ — 1